# 섹스틸리언
섹스틸리언(Sextillion)은 서양 수사의 하나로, 쇼트 스케일로는 10의 21제곱, 롱 스케일로는 10의 36제곱을 의미한다.

## Short scale (1021)
Short scale로 섹스틸리언(1021)은 다음과 같다.

1,000,000,000,000,000,000,000

## Long scale (1036)
Long scale로 섹스틸리언(1036)은 다음과 같다.

1,000,000,000,000,000,000,000,000,000,000,000,000

## 지구
지구(earth)의 질량은 약6섹스틸리언(6,000,000,000,000,000,000,000)톤(ton)이다.

## 같이 보기
- 큰 수
- 작은 수의 이름
- 수 목록